# AirGO Private Airline
Die AirGO Private Airline GmbH ist eine deutsche Fluggesellschaft mit Sitz in Mainz-Finthen und Basis auf dem Flugplatz Mainz-Finthen.

## Unternehmen
AirGO Private Airline (früher AirGO Flugservice) betreibt seit 1998 Privat-, Geschäfts- und Frachtflüge in Europa, Nordafrika und im Nahen Osten. Sie nennt sich „Europas führendes Luftfahrtunternehmen für Piaggio P.180 Avanti und deren Management“ und Betreiber der größten kommerziell gemanagten Piaggio P.180 Avanti Flotte Europas. Zudem berät und arrangiert AirGO weitere Dienstleistungen wie Transport vor Ort, Hotels, Restaurants und anderes. Darüber hinaus werden Luftfracht- und Ambulanzflüge durchgeführt.

## Flotte
Mit Stand Januar 2018 besteht die Flotte der AirGO Private Airline aus sechs Geschäftsreiseflugzeugen:

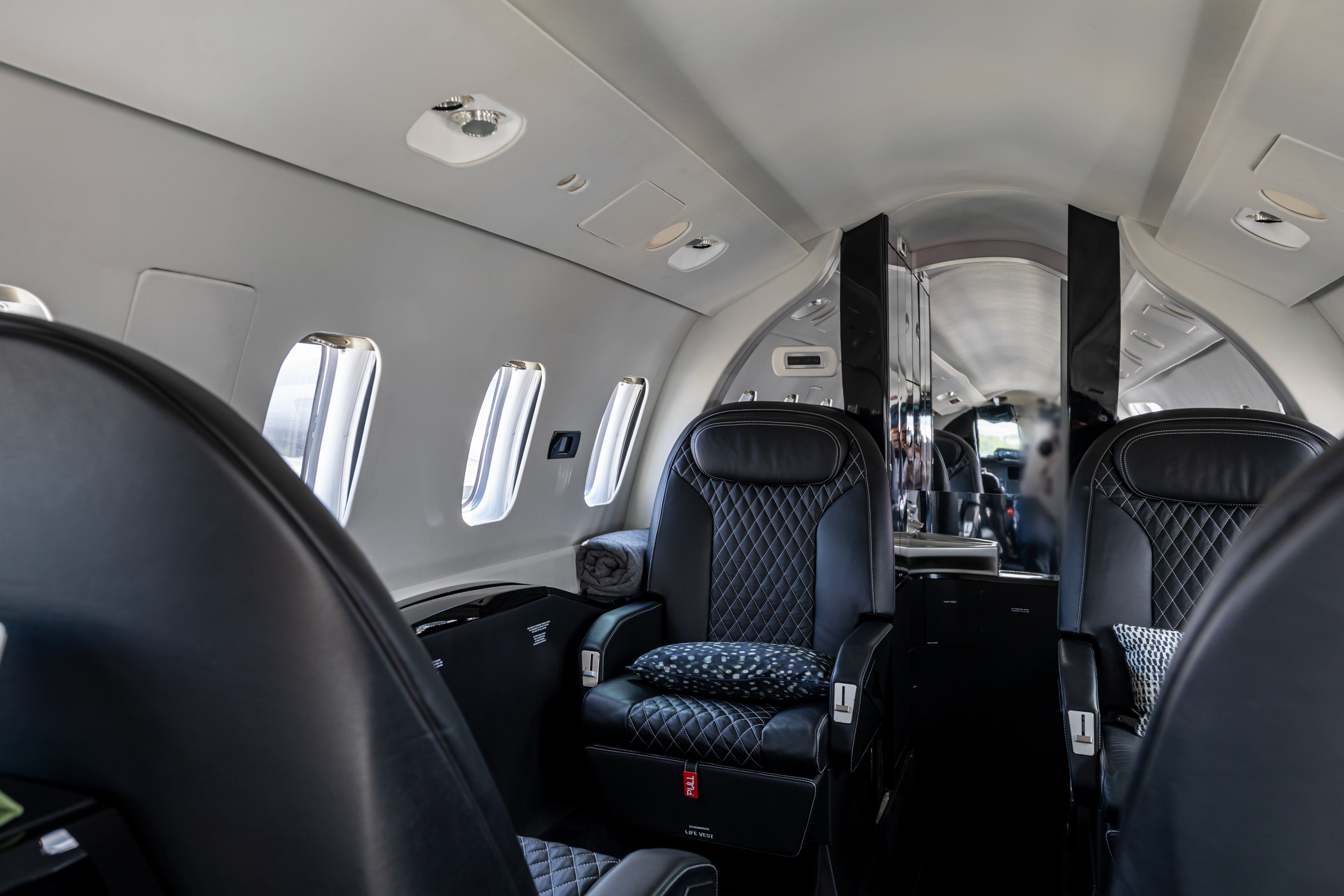
Kabine einer AirGO-Avanti Evo

| Flugzeugtyp              | Anzahl | bestellt |
| ------------------------ | ------ | -------- |
| Piaggio P.180 Avanti I   | 2      | --       |
| Piaggio P.180 Avanti II  | 3      | --       |
| Piaggio P.180 Avanti EVO | 1      | --       |
| Gesamt                   | 6      | –        |